# Bis(pentafluorphenyl)boran
Bis(pentafluorphenyl)boran (auch Piers' Boran) ist eine bororganische Verbindung und eine Lewissäure.

## Herstellung
Bis(pentafluorphenyl)boran kann durch längeres Erhitzen von Tris(pentafluorphenyl)boran mit Triethylsilan in Benzol hergestellt werden. Eine Alternative geht von Bortrichlorid aus. Dieses wird zunächst mit Dimethylbis(pentafluorphenyl)zinn (aus Dimethylzinndichlorid und Pentafluorphenyllithium) zu Chlorbis(pentafluorphenyl)boran umgesetzt. Dessen Reaktion mit Chlor(dimethyl)silan ergibt Bis(pentafluorphenyl)boran. Statt das hochgefährliche und explosive Pentafluorphenyllithium zu verwenden, kann auch das weniger gefährliche Pentafluorphenylmagnesiumbromid mit Dimethylzinndibromid umgesetzt werden. Die ebenfalls gefährlichen Organozinnverbindungen sind jedoch trotzdem nötig. Die Herstellung aus dem kommerziell erhältlichen Tris(pentafluorphenyl)boran ist einfacher und deutlich weniger gefährlich, das Edukt ist jedoch vergleichsweise teuer.

## Eigenschaften
Bis(pentafluorphenyl)boran ist ein weißer kristalliner Feststoff, der mäßig löslich in aromatischen Lösungsmitteln wie Benzol und Toluol ist. Mit protischen Lösungsmitteln reagiert es unter Eliminierung von molekularem Wasserstoff. Unter inerter Atmosphäre ist es langfristig stabil. Im Feststoff liegt es als Dimer vor, während in der Lösung sowohl Monomer als auch Dimer vorliegen.

## Reaktionen
Bis(pentafluorphenyl)boran ist ein hochaktives Reagenz für die Hydroborierung von Alkenen und Alkinen. Verglichen mit 9-BBN zeigt es vergleichbare Parameter bei der Selektivität, reagiert aber deutlich schneller, in vielen Fällen innerhalb von Minuten. Die Produkte der Hydroborierung empfindlich gegen protische Reagenzien sind, ist eins Oxidation unter üblichen Bedingungen (verdünntes alkalisches Wasserstoffperoxid) nicht möglich. Stattdessen kann eine konzentriertere Lösung in einem zweiphasigen System verwendet werden, indem das Boran in Tetrahydrofuran gelöst und eine Suspension gebildet wird. Eine Oxidation vollständig ohne protische Reagenzien ist mit Trimethylaminoxid als Oxidationsmittel möglich, erfordert aber oft hohe Temperaturen, die Nebenreaktionen begünstigen. Neben der Anwendung in Hydroborierungen dient Bis(pentafluorphenyl)boran auch als lewissaurer Katalysator, bildet frustrierte Lewis-Paare und kann durch Substitution des Wasserstoffatoms Bis(pentafluorphenyl)boryl-Gruppen auf andere Moleküle übertragen.

## Externe Links zu erwähnten Verbindungen
1. ↑  Externe Identifikatoren von bzw. Datenbank-Links zu Chlorbis(pentafluorphenyl)boran:  CAS-Nr.: 2720-03-8, PubChem: 10959856, Wikidata: Q82269400.